# تی‌وی گاید

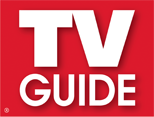
لوگوی مجله تی‌وی گاید

تی‌وی گاید (انگلیسی: TV Guide) نام یک مجلهٔ آمریکایی است که گرایش و مطالب آن دربارهٔ برنامه‌های تلویزیونی است و هر دوهفته‌یکبار منتشر می‌شود.
علاوه بر جدولِ زمان‌بندیِ پخش برنامه‌های تلویزیونی، اخبار مرتبط با تلویزیون، مصاحبه با ستارگان، شایعات و حواشی و همچنین نقد فیلم و سریال، این مجله، جدول کلمات متقاطع و در برخی شماره‌هایش، زایچه (هوروسکوپ) هم دارد.
مالکِ نسخهٔ چاپی تی‌وی گاید، «ان‌تی‌وی‌بی میدیا» است؛ اما نسخهٔ اینترنتی آن را «سی‌بی‌اس اینتراکتیو» (از زیرمجموعه‌های شرکت سی‌بی‌اس) نظارت و کنترل می‌کند.
تی‌وی‌گاید ابتدا در سال ۱۹۴۸ میلادی در تیراژی محدود و فقط در شهر نیویورک و تحتِ عنوانِ «تله‌ویژن گاید» منتشر شد، اما نخستین شمارهٔ رسمی و کشوری آن در تاریخ ۳ آوریل ۱۹۵۳ انتشار یافت.